# Imagocnus
Imagocnus zazae es una especie extinta de perezoso terrestre que vivió en la región central de Cuba a principios del Mioceno. Era de mediano tamaño.

## Descripción
Este es un animal mamífero con el cuerpo cubierto de pelos. Es un xenartro, primo cercano de los actuales perezosos. Pero por otra parte vivía en el suelo y era algo mayor que las especies actuales. Era un cuadrúpedo de cabeza ligeramente pequeña, grandes garras y potentes músculos pero que por otra parte no eran ofensivos ya que era un animal netamente herbívoro. No son claras sus relaciones con otros perezosos de Las Antillas, aunque se cree que los géneros de perezosos terrestres Megalocnus y Parocnus, eran sus parientes más cercanos.

## Hábitat
Este animal vivió en el Mioceno cubano, junto con muchas más especies de vertebrados terrestres. Vinieron del continente sudamericano con la aparición de nuevas tierras. Se sabe que debió haber un ecosistema húmedo dado la inmensa cantidad de sirenios encontrado en Cuba, Jamaica, Haití, República Dominicana y Puerto Rico. Tal es el caso del Halitherium antillense y Caribosiren turneri. Es en general todo este ambiente terciario propio del Origen de la Biota Terrestre Antillana.

## Depósitos de Zaza
Actualmente los depósitos de Zaza se han convertido en verdaderas canteras de fósiles, se encuentran muchos seres vivos extintos que han ayudado a comprender el origen de la biota terrestre cubana. Además de perezosos alberga a roedores pequeños como el Zazamimus veronicae, monos americanos como el Paraloutta marianae y otros más. Consiste en una colina donde se creó una Cuenca de Zaza y en ella se comenzaron a encontrar fósiles de una inmensa importancia. Además se han encontrado varios dugones, como el Metaxytherium, reptiles y peces.